# Krvije
Krvije (serbisch Крвије) ist ein Dorf in Serbien, das in der Opština Petrovac na Mlavi im Okrug Braničevo liegt.
Hier befinden sich wichtige archäologische Stätten der Vinca-Kultur (5500 v. Chr.). Die zum Gemeindegebiet gehörende Siedlung Belovode war ein Zentrum der Kupfermetallurgie, worauf große Mengen gefundener Schlacke hinweisen. In Belolice, zehn Kilometer von Belovode entfernt, wurde ein Kupferbergwerk entdeckt. Archäologen gehen davon aus, dass es von 5500 v. Chr. bis in die spätantike Zeit in Betrieb war.
Das Dorf hat eine Volksschule dazu einen Kindergarten. Die Kirche in Krvije Heiliger Georgije (serbisch Свети Георгије/Sveti Georgije) ist dem Heiligen Georg geweiht.
Koordinaten: 44° 19′ N, 21° 23′ O